# Baileyus brachynotus
Baileyus brachynotus är en insektsart som beskrevs av Singh-pruthi 1936. Baileyus brachynotus ingår i släktet Baileyus och familjen dvärgstritar. Inga underarter finns listade i Catalogue of Life.